# Delimitación natural entre los océanos Pacífico y Atlántico Sur por el arco de las Antillas Australes

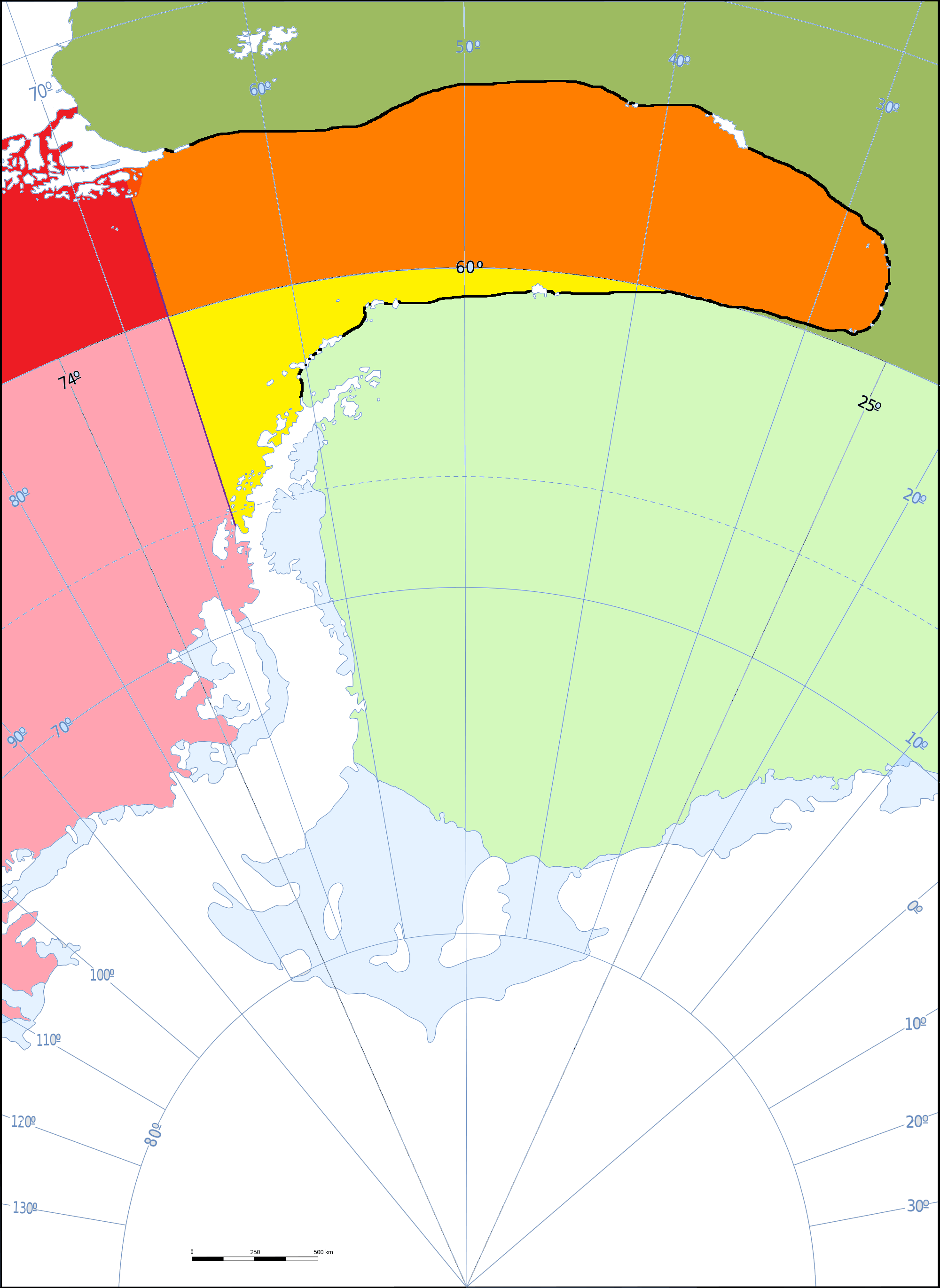
Mapa esquemático que muestra la propuesta presentada por la tesis denominada «Delimitación natural entre los océanos Pacífico y Atlántico Sur por el arco de las Antillas Australes».
- Océano Pacífico convencional según la OHI: ██ y ██
(el segundo color señala el sector que posteriormente pasaría a formar parte del océano Antártico)
- Sectores del Océano Atlántico convencional (según la OHI) que pertenecerían al Pacífico según esta teoría: ██ y ██ (el segundo color señala el sector que pasaría a formar parte del océano Antártico)
- Océano Atlántico convencional (según la OHI): ██ y ██
(el segundo color señala el sector que pasaría a formar parte del océano Antártico).

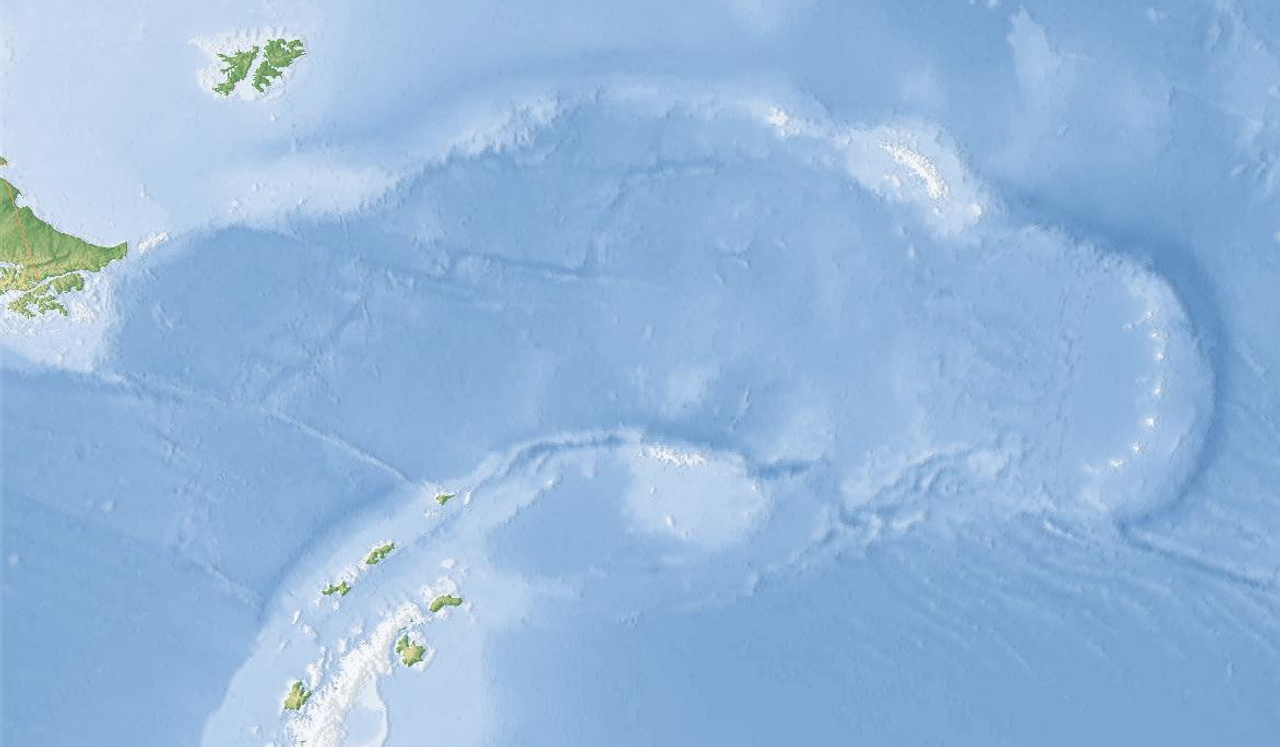
Arco de Scotia, el límite entre los océanos Pacífico y Atlántico Sur según esta tesis.

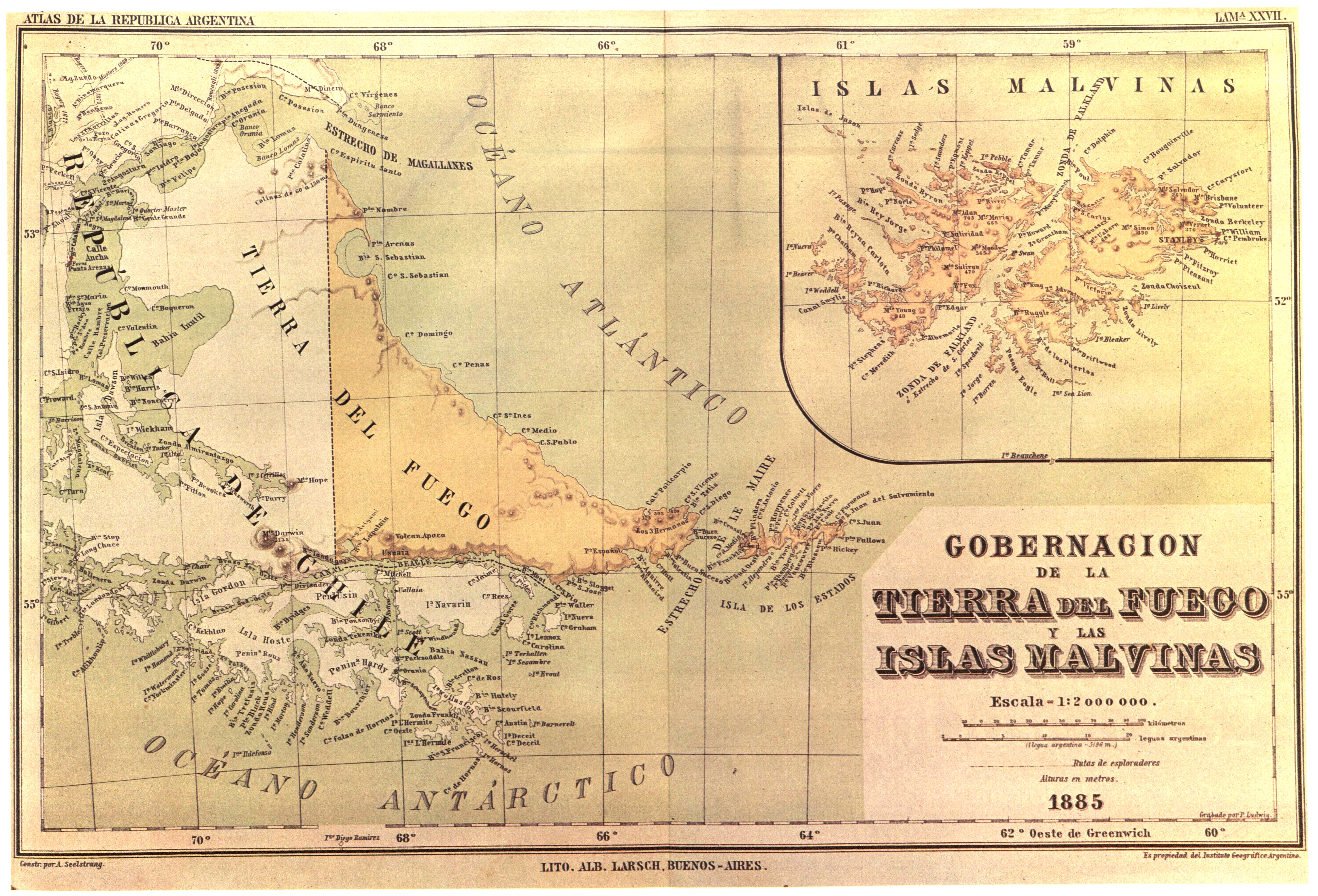
Mapa del Instituto Geográfico Argentino del año 1885 el cual marca un precedente en asignar a otro océano las aguas al sur del eje isla Grande de Tierra del Fuego - isla de los Estados, si bien las indica como pertenecientes no al Pacífico sino al «océano Antártico», haciendo bañar a este todas las islas del sur del archipiélago de Tierra del Fuego.

La delimitación natural entre los océanos Pacífico y Atlántico Sur por el arco de las Antillas Australes es el título de una teoría científica desarrollada en Chile en la cual se postuló que el límite entre el océano Pacífico sudoriental y el océano Atlántico sudoccidental no sería el meridiano del cabo de Hornos, sino el arco de las Antillas Australes, cadena orográfica submarina la cual une el archipiélago de Tierra del Fuego con el continente antártico, y que por momentos aflora, formando islas y archipiélagos subantárticos.[cita requerida]

## Origen
Esta ponencia fue dada a conocer por la delegación de Chile en la IV conferencia del Bureau Hidrográfico Internacional —luego Organización Hidrográfica Internacional—, celebrada en Montecarlo, Mónaco en el año 1952, y presentada formalmente en el año 1954 a la Asociación Internacional de Oceanografía Física, reunida en la 10.ª Asamblea de la Unión Internacional de Geodesia y Geofísica, celebrada en Roma, Italia. Dicha moción quedó para que sea estudiada en la reunión del año 1957 en Buenos Aires, pero la misma no se efectuó. La tesis se presentó de nuevo en Toronto, Canadá, en el año 1957.

## Teoría científica
La elaboración final de esta extensa tesis fue obra, en el año 1952, del almirante chileno Rafael Santibáñez Escobar. Se basó en estudios científicos que evidenciaron una correlación entre las características de las aguas del océano Pacífico Sudoriental con respecto a las envueltas por el arco de las Antillas Australes —o Arco de Scotia— por el este y el paso Drake por el oeste —denominadas mar del Scotia y mar de la Zona Austral—. Las equivalencias se presentan en todas las variables analizadas, compartiendo los mismos atributos, tanto biológicos —flora y fauna marina—, geomorfológicos —profundidad, tipo y forma de sustratos— como hidrográficos —temperatura, color, viscosidad, densidad, y salinidad—. 
Con respecto a las mareas, las del Atlántico, en Río Grande en la isla Grande de Tierra del Fuego son de gran amplitud —del orden de los 12 a 15 metros y aún más—, en cambio en la zona situada desde el cabo San Diego hacia el sur y sudoeste, corresponden al régimen de mareas del Pacífico Sudoriental, de poca amplitud, llegando ya desde la costa frente a la isla Picton a no ser de más de un metro y medio. Todo esto ocurre por estar dicho mar siempre ocupado por aguas provenientes del océano Pacífico, en razón de que la conformación morfológica del extremo sur americano se encuentra inclinada hacia el sudeste, mientras que la península Antártica lo hace hacia el noreste; ambas tierras emergidas conforman una enorme embudo por donde discurre la corriente Circumpolar Antártica, la cual transporta de oeste a este las aguas del extremo sudeste del Pacífico hacia el Atlántico sudoeste. En el Paso Drake se desgaja en dirección este-noreste una rama de dicha corriente transportando las aguas del Pacífico hacia la corriente del Atlántico Sur, la cual es formada desde la atlántica corriente del Brasil, la cual fluye desde el noroeste. Las aguas de esta última se unen con las originadas en el Pacífico, ya fuera del mar del Scotia.
Por lo tanto, la delimitación entre los océanos Pacífico Sur y Atlántico Sur no debería ser un meridiano, como el del cabo de Hornos, sino que para su separación se debería aplicar su división natural, es decir, cambiar una frontera creada como una convención humana por una delineada por la propia naturaleza. Este nuevo límite geográfico oceánico se montaría sobre el arco de las Antillas Australes, un arco volcánico oceánico y cordillera submarina que resulta ser la continuación hundida de la cordillera de los Andes y que empalma con la cordillera antártica de los Antartandes. Geológicamente se trata de un sistema orográfico joven con fuerte vulcanismo e importante sismicidad.
La cordillera dorsal del Scotia forma un pronunciado arco de al menos 4350 km de longitud. Parte desde las últimas cumbres orientales de la isla de los Estados, continúa en el banco Namuncurá, prosigue hacia el este emergiendo en el archipiélago llamado Antillas del Sur o Antartillas que incluye a las islas Aurora, Georgias del Sur, Sandwich del Sur, Orcadas del Sur y Shetland del Sur, hasta conformar la península Antártica.
Hacia el este, el límite se forma por la abisal fosa de las Sandwich del Sur, con profundidades de 8325 metros bajo el nivel del mar. El choque de placas tectónicas, como la Sudamericana, Antártica y la pequeña placa Scotia, es la que produce el plegamiento de corteza terrestre que origina a esta dorsal.

## Consideraciones políticas
Luego de que esta teoría fue esgrimida, el gobierno de Chile fijó sobre ella su posición respecto de los conflictos marítimos australes, especialmente en el llamado conflicto del Beagle. Por ello, Chile sostenía que las costas del sur de las islas Grande de Tierra del Fuego y de los Estados eran bañadas por aguas que pertenecían al Pacífico, contrarrestando la tesis argentina en la cual se postulaba que el Principio bioceánico era aplicable también en las aguas al sur de la isla de los Estados hasta el paso Drake inclusive.

## Controversias actuales
Para la Organización Hidrográfica Internacional, el límite de ambos océanos es el meridiano del Cabo de Hornos, por lo menos desde dicho cabo hacia el sur; posiblemente también hacia el norte de él hasta la isla Grande de Tierra del Fuego, no siendo claro si el límite oceánico salta a las pequeñas y grandes islas allí situadas, o las rodea de alguna manera. Para algunos especialistas, especialmente en el pasado, el tramo del Arco que corre de oeste a este podría ser la divisoria entre los océanos Atlántico y Antártico; a este último generalmente se lo suele circunscribir por el norte hasta latitudes más australes.
Según los investigadores Juan Ignacio Ipinza Mayor y Cedomir Marangunic Damianovic existe la teoría científica que la separación de los océanos Pacífico y Atlántico "se podría confirmar a partir de la denominada Zona de Fractura Shackleton (...) el límite se encuentra entonces al este del llamado Meridiano del cabo de Hornos".